# Campeonato Mundial de Halterofilia de 1979
El LIII Campeonato Mundial de Halterofilia se celebró en Salónica (Grecia) entre el 3 y el 11 de noviembre de 1979 bajo la organización de la Federación Internacional de Halterofilia (IWF) y la Federación Helénica de Halterofilia.
En el evento participaron 189 halterófilos de 39 federaciones nacionales afiliadas a la IWF.

## Medallistas
| Evento  | Oro                               | Plata                                                      | Bronce                               |
| ------- | --------------------------------- | ---------------------------------------------------------- | ------------------------------------ |
| 52 kg   | Kanybek Osmonaliyev URSS 242,5    | Ferenc Hornyák · Hungría · Alexandr Voronin · URSS · 242,5 | —                                    |
| 56 kg   | Anton Kodzhabashev Bulgaria 267,5 | Viktor Veretennikov URSS 262,5                             | Tadeusz Dembończyk · Polonia · 260,0 |
| 60 kg   | Marek Seweryn · Polonia · 282,5   | Gueorgui Todorov Bulgaria 275,0                            | Setsuya Goto Japón 270,0             |
| 67,5 kg | Yanko Rusev Bulgaria 332,5        | Joachim Kunz RDA 325,0                                     | Daniel Senet Francia 312,5           |
| 75 kg   | Roberto Urrutia · Cuba · 345,0    | Nedelcho Kolev Bulgaria 342,5                              | Peter Wenzel RDA 337,5               |
| 82,5 kg | Yurik Vardanian URSS 370,0        | Blagoi Blagoev Bulgaria 362,5                              | Dušan Poliačik Checoslovaquia 350,0  |
| 90 kg   | Guennadi Bessonov URSS 380,0      | Rolf Milser RFA 377,5                                      | Witold Walo · Polonia · 362,5        |
| 100 kg  | Pavel Syrchin URSS 385,0          | János Sólyomvári · Hungría · 385,0                         | Alberto Blanco · Cuba · 372,5        |
| 110 kg  | Serguei Arakelov URSS 410,0       | Valentin Jristov Bulgaria 402,5                            | Leonid Taranenko URSS 402,5          |
| +110 kg | Sultan Rajmanov URSS 430,0        | Jürgen Heuser RDA 420,0                                    | Gerd Bonk RDA 412,5                  |

1. 1 2  Arrancada (kg) + dos tiempos (kg) = total olímpico (kg).

## Medallero
| Núm. | País           | Oro | Plata | Bronce | Total |
| ---- | -------------- | --- | ----- | ------ | ----- |
| 1    | URSS           | 6   | 2     | 1      | 9     |
| 2    | Bulgaria       | 2   | 4     | 0      | 6     |
| 3    | Polonia        | 1   | 0     | 2      | 3     |
| 4    | Cuba           | 1   | 0     | 1      | 2     |
| 5    | RDA            | 0   | 2     | 2      | 4     |
| 6    | Hungría        | 0   | 2     | 0      | 2     |
| 7    | RFA            | 0   | 1     | 0      | 1     |
| 8    | Checoslovaquia | 0   | 0     | 1      | 1     |
| 8    | Francia        | 0   | 0     | 1      | 1     |
| 8    | Japón          | 0   | 0     | 1      | 1     |
|      | TOTAL          | 10  | 11    | 9      | 30    |